# Карлик Нос (игра)
«Карлик Нос» — компьютерная игра в жанре «квест» с задачами разной степени сложности для детей от пяти до двенадцати лет и их родителей. Игра была разработана калининградской компанией К-Д ЛАБ и издана фирмой 1С. Игра вышла 3 октября 2003 года.

## Сюжет
Якоб узнаёт новость, что принцесса Грета пропала, и решает сам отправиться на её поиски. Он расспрашивает всех продавцов и узнаёт, что неподалёку от их города живёт некая злая ведьма. Якоб просит одного из своих друзей, чтобы тот с отцом купил капусту у его мамы, чтобы отвлечь её, пока он отправится спасать принцессу.
Якоб пробирается в дом злой колдуньи и находит принцессу, но колдунья накладывает на обоих проклятье, превращая Якоба в карлика с длинным носом, а принцессу Грету в гусыню, но им удаётся сбежать. При побеге они разделились, и Якоб снова отправляется на поиски. Найдя гусыню Грету, он спасает её от королевских стражников, которые поймали её, после чего они сбегают. Спрятавшись дома у Якоба, последняя рассказывает о злом существе Дагале, которого только Якоб может оживить, так как лишь у него самое доброе сердце. Они решают действовать хитро. Гусыня Грета отправится к своему отцу королю, чтобы убедить его с армией солдат напасть на дом колдуньи, а Якоб в одиночку отправится к ней, словно он решил вернуться. Он находит ведьму и просит её расколдовать его, и она соглашается снять с него проклятье, если он приложит руку на каменный стол, чтобы оживить Дагала. В самый последний момент гусыня Грета не даёт ему это сделать, и они сбегают к домику у реки.
Грета объяснила, что она пыталась поговорить с отцом, но тот её не понял, ведь при всех она просто издавала присущие гусям звуки и может разговаривать по-человечески только с Якобом. Внезапно Грета вспоминает, что у отца находится магическая книга, которая поможет им снять с них проклятье злой колдуньи. Они незаметно проникают посреди ночи во дворец, находят магическую книгу и, прочитав её, узнают о волшебной траве Тараксакум. Стражники приходят и арестовывают Якоба за проникновение во дворец. Гусыня Грета в это время, прочитав книгу о цветах, узнаёт, что Тараксакум — это обычный одуванчик.
На следующее утро во время казни гусыня Грета отбирает у обер-гофмейстера его монокль, срывает один из одуванчиков и даёт их Якобу, который с помощью монокля и солнечного луча сжигает головку одуванчика и сдувает с него пепел. Проклятие с Якоба и Греты снимаются, и им возвращаются их прежние обличия, а дом злой колдуньи разрушается.

## Геймплей
Игрок может управлять двумя персонажами: Якобом (как в своём прежнем облике, так и в обличии карлика с длинным носом) и Гретой в обличии гусыни. Игрок может передвигаться с одной локации на другую, взаимодействовать с персонажами игры, общаться с ними, обмениваться вещами, подбирать предметы и использовать их.

## Оценки
| Русскоязычные издания | Русскоязычные издания |
| Издание               | Оценка                |
| --------------------- | --------------------- |
| Absolute Games        | 30 %                  |

Издание AG.ru негативно оценило игру, поставив ей оценку 30%. В рецензии отмечались плохой сюжет, не схожий с сюжетом мультфильма, повторное задействование некоторых персонажей для дальнейшего продвижения по сюжету и раздражающий геймплей игры.